# Jakość kształcenia
Jakość kształcenia – ciągły proces wartościowania (oceny, kontroli, zagwarantowania, prowadzenia i ulepszania) systemu kształcenia.
Jakość kształcenia jest zazwyczaj pojmowana jako:
- wyjątkowość lub doskonałość,
- perfekcja, zgodność - niewystępowanie usterek,
- sprawność w osiągnięciu celu,
- wartość finansowa,
- transformacja, umiejętność dostosowania się do zmieniających się wymagań i potrzeb[1],
- satysfakcja studenta[2].

Jakość kształcenia jest obok wysokości czesnego podstawowym czynnikiem przyciągającym kandydatów na studia. Jest również czynnikiem konkurencji, rozumianej jako rywalizacja między instytucjami edukacyjnymi o realizację własnych interesów na drodze przedstawiania oferty atrakcyjniejszej od ofert innych uczelni. Postrzeganą jakość kształcenia można obliczyć, wykorzystując dwa wskaźniki: pozycjonowania cenowego oraz presji konkurencyjnej. Uzyska się wówczas jeden z czterech układów rankingu wskaźników:
- wysoki ranking pozycjonowania cenowego i wysoki presji konkurencyjnej. Oznacza to wysoką postrzeganą jakość studiów (studia są drogie a mimo to mają wielu studentów)
- wysoki ranking pozycjonowania i niski presji. Oznacza to kształcenie na kierunku niszowym (lub zbyt wysoko ustalone czesne)
- niski ranking pozycjonowania i wysoki presji konkurencyjnej. Oznacza to relatywnie tanie studia o silnej presji konkurencyjnej będącej zazwyczaj skutkiem niewłaściwego ustalenia cen w stosunku do konkurencji
- niski ranking pozycjonowania i niski presji, oznacza kształcenie tanie i masowe lub tanie o małej liczbie studentów. W obu przypadkach wskazywać to może na niską postrzeganą jakość studiów[4].

## Systemy zapewnienia jakości kształcenia
Rozróżnia się wewnętrzne i zewnętrzne systemy zapewnienia jakości kształcenia. 
- Wewnętrzne systemy zapewnienia jakości kształcenia dotyczą kontroli i podnoszenia jakości wewnątrz szkoły wyższej.
- Zewnętrzne systemy zapewnienia jakości kształcenia dotyczą zagwarantowania polepszania wyników działalności szkół wyższych lub jakości programów nauczania przez interwencję instytucji nadrzędnej[5].

## Formy oceny jakości kształcenia
Ocena jakości szkolnictwa wyższego odbywa się w ramach zewnętrznego systemu zapewnienia jakości kształcenia i może przybrać formę oceny:
- dyscypliny lub programu kształcenia/kierunku studiów w ramach oceny programowej,
- uczelni lub jej jednostki w ramach oceny instytucjonalnej,
- wewnętrznego systemu zapewnienia jakości w ramach oceny systemowej[6].

## Procedury oceny jakości kształcenia
Jakość kształcenia jest oceniana w ramach jednej z czterech procedur:
- ewaluacji,
- audytu,
- akredytacji,
- benchmarkingu[6].

## Instytucje oceniające jakość kształcenia
- Francja: Agencja do spraw Oceny Badań i Kształcenia w Szkolnictwie Wyższym (Agence d'évaluation de l'enseignement supérieur et de la recherche)[7].
- Hiszpania: Krajowa Agencja do spraw Zapewnienia Jakości i Akredytacji (Agencia Nacional de Evaluación de la Calidad y Acreditación) i komisje regionalne tworzące Hiszpańską Sieć Agencji do spraw Zapewniania Jakości w Uniwersytetach (Red Española de Agencias de Calidad Universitaria).
- Niemcy: Rada Akredytacyjna (Akkreditierungsrat).
- Norwegia: Agencja do spraw Zapewniania Jakości Kształcenia (Nasjonalt organ for kvalitet i utdanningen)[8].
- Polska: Polska Komisja Akredytacyjna.
- Szwajcaria: Centrum Akredytacji i Zapewnienia Jakości Kształcenia w Wyższych Szkołach Szwajcarskich (Organe d´accréditation et d´assurance de qualité des hautes écoles suisses).
- Wielka Brytania: Agencja do spraw Zapewnienia Jakości (Quality Assurance Agency).
- Włochy: Państwowa Agencja do spraw Oceny Systemu Uniwersyteckiego i Badań Naukowych (Agenzia Nazionale di valutazione del sistema universitario e della ricerca).